# Berlaar
Berlaar este o comună din regiunea Flandra din Belgia. Comuna este formată din localitățile Berlaar și Gestel. Suprafața totală este de 24,57 km². La 1 ianuarie 2008 comuna avea 10.730 locuitori. 
Berlaar se învecinează cu comunele Heist-op-den-Berg, Lier, Nijlen și Putte.
1. ↑  Totale oppervlakte volgens het Kadasterregister, België, gewesten en provincies (în neerlandeză), Algemene Directie Statistiek[*]